# Ciboney

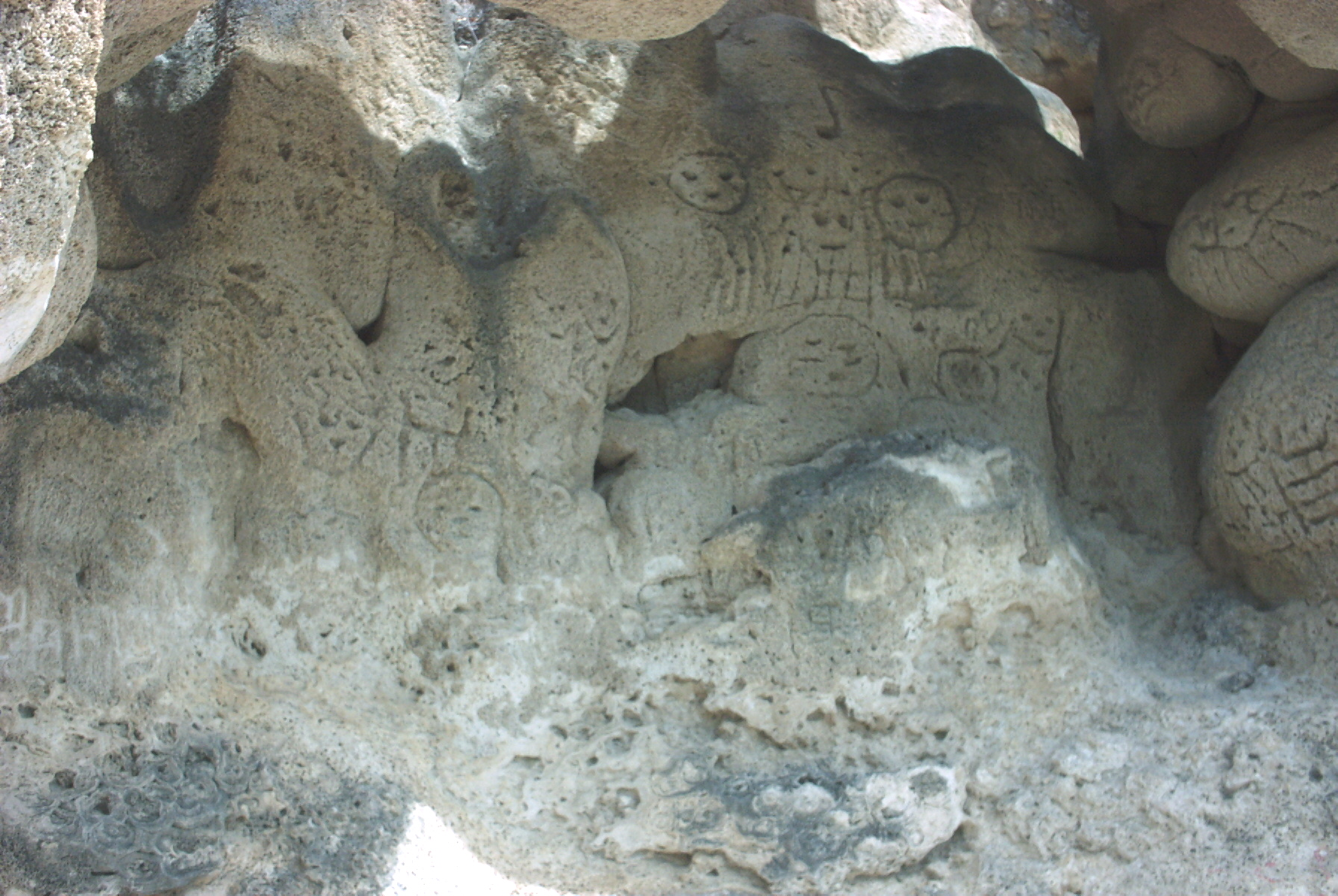
Grot, Las Caritas

De Siboney of Ciboney op Quisqueya (Hispaniola), zoals zij het eiland noemden, waren precolumbiaanse inheemse bewoners van de Grote Antillen in de Caraïbische Zee.
De naam Ciboney, die grotbewoner betekent, stamt uit de tijd van het inheemse Taínovolk van de Arowakken ; er is bewijsmateriaal dat een aantal van de Ciboney enige tijd in grotten heeft geleefd. Door de jaren heen zijn er veel theorieën ontstaan over hoe de Ciboney op de Caraïben zijn gekomen. Veel van die theorieën hebben een zwakke bewijsgrond. Het is beschreven in het boek Liberties Lost: Caribbean Indigenous Societies and Slave Systems, "De meest populaire opvatting is dat de Ciboney een pre-landbouwcultuur hadden die is ontstaan op de Antillen van Zuid-Amerika, niet als een etnische groep maar als golven van de diverse migranten over een lange periode." Studies van genetisch materiaal lijken de theorie van Zuid-Amerikaanse afkomst, en mogelijk ook Midden-Amerikaanse afkomst, te ondersteunen.
Toen de Europeanen arriveerden, waren de Ciboney door de veel sterkere naburige Taino al naar het westen van Quisqueya en Cuba verdreven. De Ciboney van Cuba en Quisqueya hadden verschillende culturen; die van Cuba hadden de naam Guanajatabey. Korte tijd na de komst van de Europeanen was de inheemse bevolking bijna geheel uitgeroeid.